# 世田谷区立塚戸小学校
世田谷区立塚戸小学校（せたがやくりつ つかどしょうがっこう）は、東京都世田谷区千歳台6丁目にある区立小学校。本校と世田谷区立千歳中学校・世田谷区立祖師谷小学校・世田谷区立千歳小学校・世田谷区立上祖師谷保育園・認定こども園世田谷ベアーズの6校園で、みのりの学び舎を構成する。

## 沿革
- 1873年（明治6年）4月 - 烏山に子女教育所「温知学舎」が設置される。
- 1874年（明治7年）4月 - 上祖師谷安穏寺と廻沢島田弥七平宅に「温知学舎」の分教場設置。
- 1875年（明治8年）1月 - 二つの分教場を統合し、塚戸学校となる。
- 1878年（明治11年）10月 - 神奈川県北多摩郡公立塚戸小学校と改称。この時点の児童数150名。下祖師谷（現在の塚戸十字路のそば）に校舎ができる。
- 1893年（明治26年）4月 - 東京府北多摩郡千歳村立尋常小学校と改称。
- 1898年（明治31年）1月 - 高等科設置。
- 1922年（大正11年） - 現在の場所に新校舎が完成し、移転する。
- 1925年（大正14年）11月 - 農業公民学校付設。
- 1935年（昭和10年）10月 - 塚戸青年学校付設。
- 1936年（昭和11年）10月1日 - 千歳村の東京市への編入により、東京府東京市塚戸尋常小学校と改称。
- 1940年（昭和15年）9月 - 祖師谷分教場を設置。
- 1941年（昭和16年）4月 - 国民学校令により、東京府東京市塚戸国民学校と改称。
- 1943年（昭和18年）7月1日 - 東京市と東京府が統合した東京都発足（東京都制施行）により、東京都塚戸国民学校と改称。
- 1944年（昭和19年）8月 - 戦局の悪化により、長野県に集団疎開（1945年8月まで）。
- 1947年（昭和22年）4月 - 学制改革により、東京都世田谷区立塚戸小学校と改称。
- 1950年（昭和25年）9月 - 学校給食開始。
- 1952年（昭和27年）4月 - PTAを組織。
- 1954年（昭和29年）
  - 7月 - 校歌制定。
  - 10月 - 水道施設（井戸）完成。
- 1959年（昭和34年）7月 - 船橋に分校設置（9教室9学級）。
- 1962年（昭和37年）7月 - プール完成。
- 1963年（昭和38年）3月 - 鉄筋校舎（6教室）完成。
- 1964年（昭和39年）2月 - 体育館竣工。
- 1967年（昭和42年）4月 - 千歳小学校開校により、本校から児童300人移籍。
- 1970年（昭和45年）2月 - 鉄筋校舎6教室増築。
- 1974年（昭和49年）9月 - 鉄筋校舎改築（10教室）。
- 1975年（昭和50年）
  - 8月 - 鉄筋校舎改築（10教室）し、5教室増築。
  - 10月 - 開校100周年記念式典諸行事挙行。
- 1980年（昭和55年）
  - 4月 - 千歳台小学校開校により、本校から児童245名転出。
  - 8月 - 日時計設置。
- 1988年（昭和63年）4月 - 体育館・プール落成式挙行。
- 1992年（平成4年）10月 - 東校舎特別教室改修。
- 1993年（平成5年）10月 - 北校舎内部改修（普通教室13他）。
- 1994年（平成6年）10月 - 西校舎内部改修。
- 1997年（平成9年）9月 - 学校協議会を組織。
- 1998年（平成10年）5月 - BOP開始。
- 2002年（平成14年）4月 - 新BOP開始。
- 2003年（平成15年）2月 - スクールカウンセラー配置。
- 2006年（平成18年）8月 - 西校舎落成。
- 2007年（平成19年）8月 - 塚戸安全パトロール隊発足。
- 2020年（令和4年）10月13日 - 創立145周年記念として、桜（陽光）を植樹[3]。

## 教育目標
- つ…強くやさしい子
- か…考える子
- ど…努力する子

## 児童数
2023年（令和5年）4月1日時点
| 学年 | 1年 | 2年 | 3年 | 4年 | 5年 | 6年 | 合計 |
| ---- | --- | --- | --- | --- | --- | --- | ---- |
| 学級 | 5   | 4   | 4   | 4   | 5   | 4   | 26   |
| 児童 | 142 | 134 | 135 | 139 | 172 | 151 | 873  |

## 学区
出典
- 千歳台6丁目（全域）
- 粕谷3丁目（全域）
- 上祖師谷1丁目（1～21番）
- 上祖師谷2丁目（1～21番、27～30番）
- 上祖師谷3丁目（2～4番、14番、17番、18番）
- 祖師谷5丁目（1～5番、16～38番）
- 祖師谷6丁目（全域）

## 進学先中学校
出典
- 世田谷区立千歳中学校

## 交通
- 小田急バス「歳20」・「歳21」及び京王バス「丘22」・「歳23」・「烏51」の各系統で、「塚戸小学校前」停留所より、
  - 0番のりば（京王、千歳船橋駅・八幡山駅行）・1番のりば（小田急、成城学園前駅西口行）から、徒歩約205m・約3分。
  - 2番のりば（つつじヶ丘駅・南水無行(京王)・千歳船橋駅行(小田急)）から、徒歩約225m・約4分。

## 周辺
- 認定こども園世田谷ベアーズ - 同一敷地内で、かつ進学前こども園のひとつ。
- 世田谷区立千歳中学校 - 世田谷区道をはさんで、敷地の一部が隣接。かつ、主な進学先中学校。
- 世田谷区立千歳台六丁目公園
  - このほか、千歳台六丁目公園以外の公園も点在する。
- 東京都道118号調布経堂停車場線
- 千歳通り（世田谷区道）
- サミットストア千歳台店
- 世田谷千歳台郵便局
- 東京都立芦花高等学校
- このほか、学校周辺には、藤和シティホームズ千歳台や東京テラス千歳台などのマンション・アパートの住宅も点在する。

## 著名出身者
- 木梨憲武（とんねるずメンバー・お笑いタレント）
- 水野真紀（女優）
- 辺見えみり（女優）